# Haligovce
Haligovce jsou obec na Slovensku v okrese Stará Ľubovňa v Prešovském kraji. Původní název obce byl Hedvigina Poruba. Žije zde 653 obyvatel.
Obec se nachází na okraji Pieninského národního parku poblíž polských hranic. V katastrálním území obce se nacházejí vápencová bradla zvané Haligovské skaly. V nich se nachází i jeskyně Aksamitka.
První písemná zmínka o obci pochází z roku 1338. V obci je římskokatolický kostel Navštívení Panny Marie z roku 1897 a kaple svatého Kříže z roku 1787.